# Love Shine a Light
Love Shine a Light è un singolo del gruppo musicale britannico Katrina and the Waves, pubblicato nel 1997 ed estratto dall'album Walk on Water.
Dopo aver trionfato al Great British Song Contest, il brano ha rappresentato il Regno Unito all'Eurovision Song Contest 1997, vincendo la quarantaduesima edizione del festival con 227 punti e guadagnando la quinta vittoria della nazione nordica al festival musicale.

## Classifiche

### Classifiche settimanali
| Classifica (1997)            | Posizione massima |
| ---------------------------- | ----------------- |
| Austria                      | 2                 |
| Belgio (Fiandre)             | 6                 |
| Belgio (Vallonia)            | 28                |
| Germania                     | 62                |
| Irlanda                      | 5                 |
| Islanda                      | 19                |
| Norvegia                     | 2                 |
| Paesi Bassi (Dutch Top 40)   | 4                 |
| Paesi Bassi (Single Top 100) | 6                 |
| Regno Unito                  | 3                 |
| Svezia                       | 5                 |
| Svizzera                     | 26                |

### Classifiche di fine anno
| Classifica (1997)            | Posizione |
| ---------------------------- | --------- |
| Austria                      | 27        |
| Belgio (Fiandre)             | 40        |
| Paesi Bassi (Dutch Top 40)   | 40        |
| Paesi Bassi (Single Top 100) | 65        |
| Svezia                       | 53        |